# مسييه 7
مسييه 7; عنقود بطليموس، M7 هو عبارة عن عنقود مفتوح يقع في كوكبة العقرب. هذا العنقود هو عنقود كبير يحوي علىنجوم عملاقة التي تقع خلف النجوم ضعيفة الإضاءة، وهي تبعد عن مجرتنا «درب التبانة» حوالي 800 سنه ضوئية

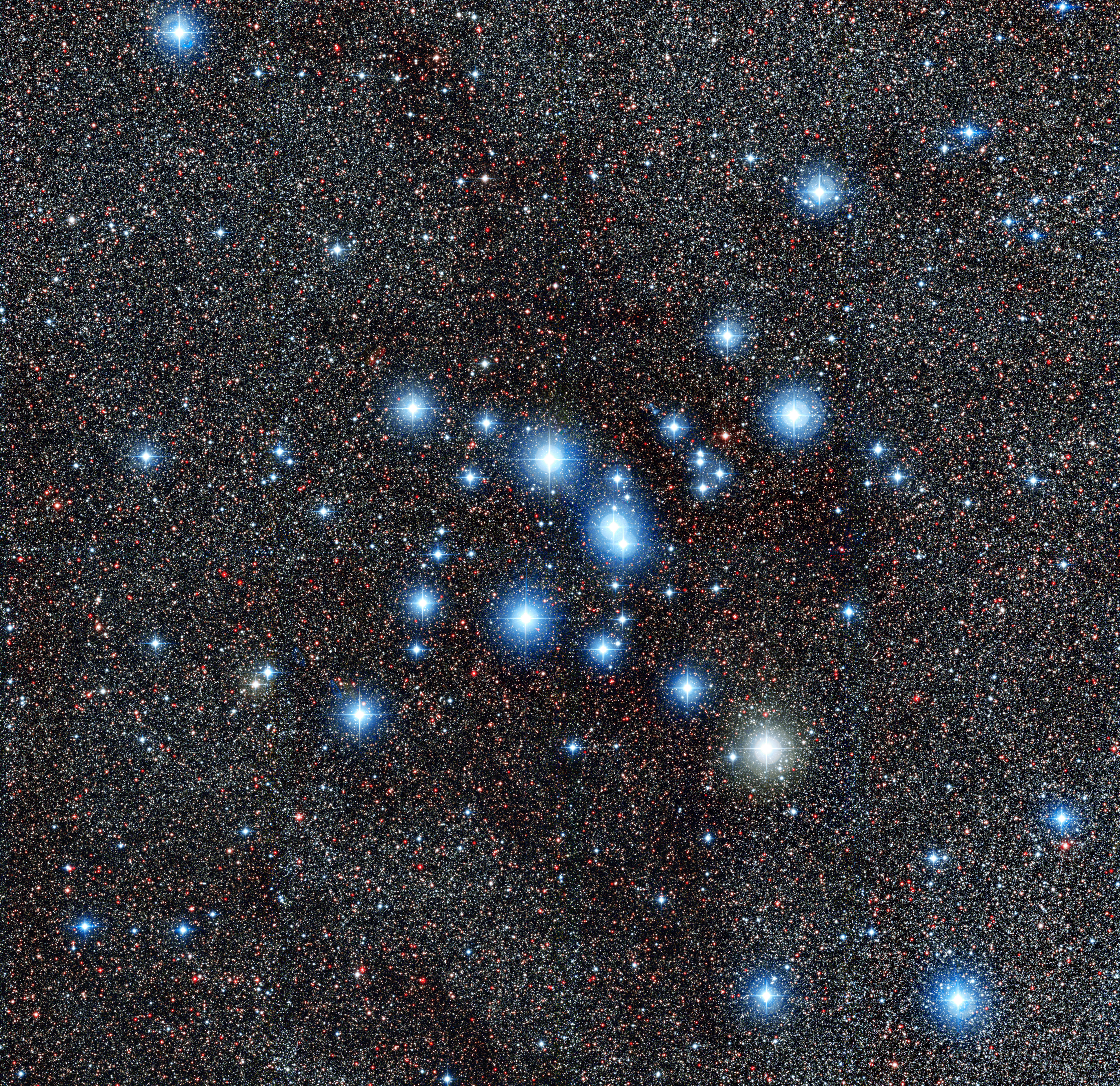
مسييه 7

النجوم الأكثر إضاءة في هذا العنقود هي النجوم الصفراءالعملاقة وبما أن لمعان هذا العنقود 3.3+ قدر ظاهري، فيمكن رصده من خلال نظارة مقربة. مقدار الإضاءة: 4.1 قدر ظاهري.

## تاريخ أكتشافه
مسييه 7 أو M7 معروف منذ العصور القديمة. تم تسميته عنقود بطليموس لأنه تم تسجيله لأول مرة من قبل عالم الفلك وعالم الرياضيات اليوناني كلوديوس بطليموس في القرن الثاني. وأدرج بطليموس العنقود في كتابه المجسطي على أنه العنقود بأنه الجرم رقم 567 ووصفه بأنه «سديم يقع في كوكبة العقرب» في عام 130 بعد الميلاد. أحصى عالم الفلك الإيطالي جيوفاني باتيستا هوديرنا 30 نجماً في العنقود قبل عام 1654. في عام 1678، أدرج عالم الفلك الإنجليزي إدموند هالي العنقود في كتالوج النجوم الجنوبية برقم 29. ولاحظ عالم الفلك الفرنسي نيكولاس لويس دو لكيل الكتلة في 15 يونيو 1752 وأدرجها في فهرسه للأجرام الجنوبية. ووصف العنقود بأنه «مجموعة من 15 إلى 20 نجم متقارب جداً من بعضه البعض، في شكل مربع.»

## تكوينه
تكشف الملاحظات التلسكوبية للعنقود عن حوالي 80 نجماً في مجال رؤية يبلغ عرضه 1.3 درجة. ويبتعد عن كوكب الأرض بمسافة 980 سنة ضوئية ويبلغ قطره العنقود حوالي 18 سنة ضوئية. فإن هذا يتوافق مع نصف قطره الفعلي الذي يبلغ 25 سنة ضوئية. حيث يبلغ نصف قطر المد والجزر للعنقود 40.1 سنة ضوئية (12.3 فرسخ فلكي) تبلغ كتلته مجتمعة حوالي 735 ضعف كتلة الشمس وهو يتجه ناحيتنا بسرعة 14 كيلومتر / الثانية. ويبلغ عمر العنقود حوالي 200 مليون سنة بينما يبلغ القدر الظاهري لألمع نجم في العنقود 5.6+. ومن حيث التركيب يحتوي مسييه 7 على وفرة مماثلة من عناصر أخرى غير الهيدروجين والهيليوم مثل الشمس

## اقرأ أيضاً
- علم الفلك للأشعة السينية
- نجم
- مجرة
- قزم أبيض
- عملاق أحمر
- الانفجار العظيم
- خط زمني للانفجار العظيم
- نجم نيوتروني
- ثقب أسود
- كويكبات
- انفجار أشعة غاما 080319ب
- انفجار أشعة غاما 090423